# Museo de las Balsas de Totora
El Museo de las Balsas de Totora, es un museo ubicado en la localidad de Huatajata, a orillas del lago Titicaca, en Bolivia. Está dedicado a la preservación y difusión de la tradición ancestral de la construcción de balsas de totora, ubicadas en las cercanías del lago Titicaca. Estas embarcaciones, elaboradas a partir de la planta acuática conocida como totora, han sido fundamentales en la cultura y subsistencia de las comunidades locales durante siglos. 

## Ubicación
El museo se encuentra en la localidad de Huatajata, a orillas del lago Titicaca, en Bolivia. Esta ubicación estratégica permite a los visitantes apreciar de cerca el entorno natural donde crece la totora y comprender su relevancia en la vida cotidiana de las comunidades andinas. 

## Exhibiciones
El museo ofrece una variedad de exhibiciones que destacan la importancia de las balsas de totora:
- Modelos de embarcaciones: Se presentan réplicas de expediciones realizadas en balsas de totora, ilustrando las historias de cada una de ellas.
- Artesanías: Además de las balsas, el museo expone diversas artesanías elaboradas con totora, como llaveros tejidos a mano.

## Importancia cultural
El museo no solo preserva la técnica de construcción de las balsas de totora, sino que también destaca su relevancia en la cosmovisión andina y en la historia de las comunidades que habitan el altiplano boliviano. A través de sus exhibiciones y actividades, el museo busca revalorizar y difundir este patrimonio cultural entre visitantes nacionales y extranjeros. 